# Thompsonia globosa
Thompsonia globosa är en kräftdjursart. Thompsonia globosa ingår i släktet Thompsonia och familjen Thompsoniidae. Inga underarter finns listade i Catalogue of Life.